# 80/85mm-Objektiv

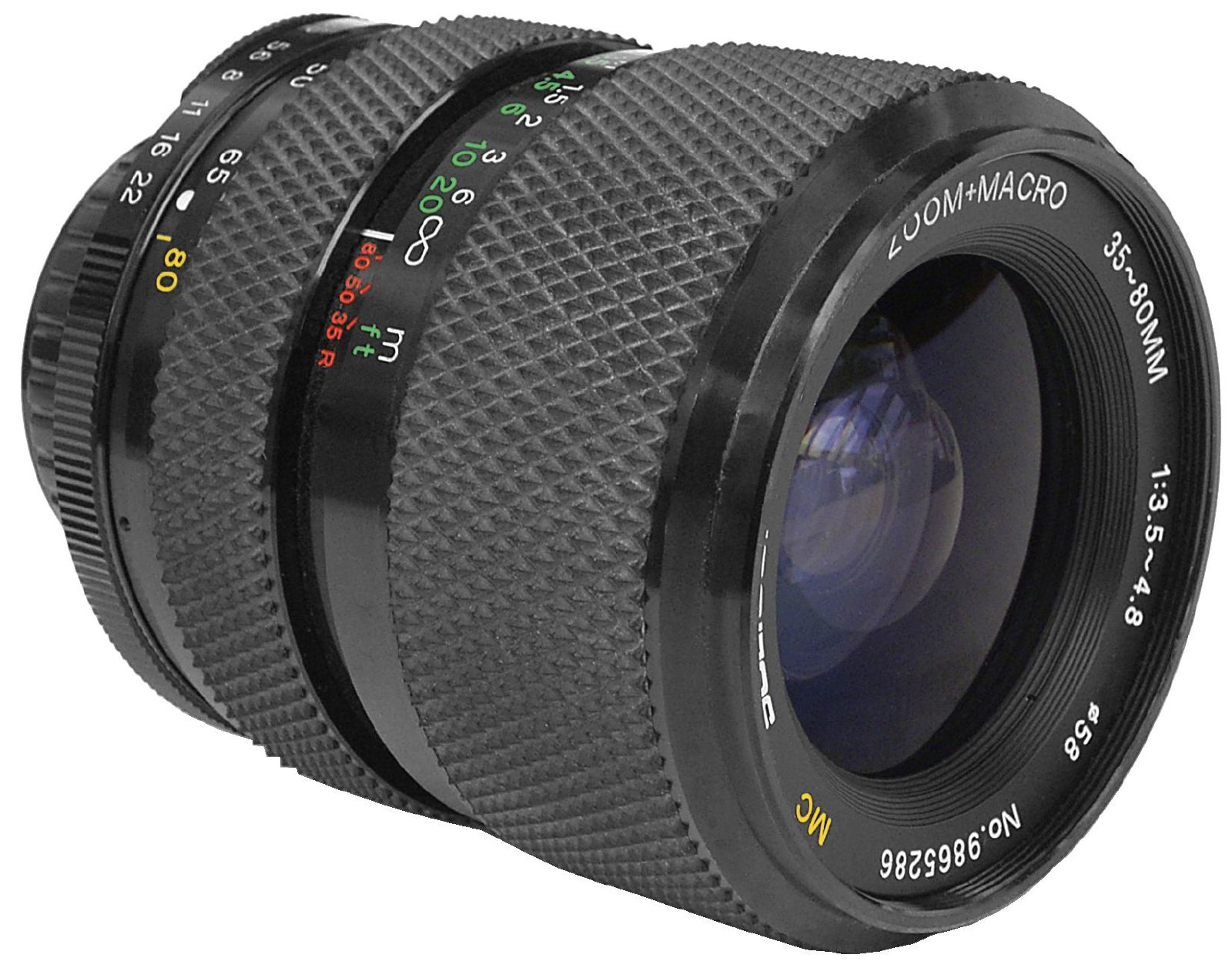
Beispiel für ein 80-mm-Objektiv:
Soligor Zoom+Macro 35-80mm

Das 80/85mm-Objektiv ist eines der wichtigsten und meist benutzten Kleinbildformat-Objektive in der Fotografie. Dieses gibt es als Zoomobjektiv, das die 80 mm Brennweite beinhaltet, sowie als Festbrennweite mit 85 mm Brennweite.

## Technik
Wie bei jedem anderen Objektiv auch, ist das Aufnahmeformat der Kamera bei der Nutzung des 80/85mm-Objektivs, wichtig zu kennen. Denn das Aufnahmeformat in Kombination mit dem Objektiv bedingt den tatsächlichen Bildausschnitt. Grundsätzlich ist zu beachten, ob die zu verwendende Kamera einen „Formatfaktor“ besitzt, da dies den tatsächlichen Bildausschnitt des 80/85mm-Objektivs bedingt. Bei den 80/85mm-Objektiven gibt es wesentliche Unterschiede bezüglich der Lichtstärke. Die Festbrennweite mit 85 mm wird zumeist mit einer Lichtstärke von 1,4 bis 2,8 f (f = Blende) verwendet. Festbrennweiten mit einer Blende von 1,2 stellen eher eine Ausnahme dar. Demgegenüber stehen die Zoomobjektive, die eine Brennweite von 80 mm enthalten. Hierbei wird zumeist ein Brennweitenbereich von 35–80 mm und 80–200 mm verwendet. Die Blenden variieren zwischen 2,8 und 4,0 f. Die Ausnahme hierbei sind Objektive mit Blenden von 5,6. Klassische und bekannte Hersteller für die genannten Objektive mit einer Brennweite 80/85 mm sind Canon, Nikon, Sigma, Leica, Sony oder Fujifilm.

## Anwendung
Die 80–85-mm-Brennweite ist vor allem im Bereich Porträtfotografie beliebt. Diese Brennweite hat den großen Vorteil, dass sie als leichtes Teleobjektiv agiert. Das Gesicht eines Menschen wird in natürlichen Proportionen dargestellt. Verwendet man eine kürzere Brennweite, wird beispielsweise die Nase überbetont dargestellt. Da der Abstand zum Aufnahmeobjekt zu gering wird, verzerrt dieser das Gesicht. Ein Objektiv mit einer 85-mm-Festbrennweite ist zumeist sehr lichtstark. Das bedeutet, die Blende des Objektivs ist verhältnismäßig klein, wodurch ein hoher Lichteinfall generiert wird. Dieser wiederum hat zur Folge, dass das Stilmittel der Unschärfe im Hintergrund auftritt. Hierbei hebt sich das zu fotografierende Motiv vom Hintergrund ab und es entstehen optische Ebenen zwischen Schärfe im Vordergrund und Unschärfe im Hintergrund. Dies lässt das Bild dimensionaler und lebendiger wirken.